# Najoua Belyzel
Najoua Mazouri, plus connue sous le nom de Najoua Belyzel, est une chanteuse française née le 15 décembre 1981 à Nancy (régions Lorraine puis Grand-Est).
Après avoir intégré le groupe Benoît en 2001, elle rencontre Christophe Casanave, avec qui elle produit, compose et écrit depuis l'ensemble de ses titres. En 2006, elle accède à la notoriété et connaît son plus grand succès grâce à son titre Gabriel, extrait de son premier album Entre deux mondes... En équilibre qui est certifié disque d'or. Après un deuxième album intitulé Au féminin, qui n'a pas rencontré le succès escompté, Najoua Belyzel et Christophe Casanave ont fondé leur propre maison d'édition musicale, « les Éditions Gabriel ». Le troisième album de la chanteuse, Rendez-vous... De la Lune au Soleil, sort début 2019 sous le label Paradize Music.

## Biographie
Née à Nancy d'un père marocain et d'une mère égyptienne, Najoua Belyzel y vit son enfance avec ses trois grandes sœurs et ses deux petits frères. Dès l'âge de 13 ans, elle commence à écrire des poèmes et des textes. Elle a été demi-finaliste de l'Anthologie de la poésie. Elle passe son baccalauréat série ES à 17 ans, puis fait des études de droit.

## Carrière musicale

### Les débuts et le groupeBenoît
Après une année en licence de droit, elle répond par hasard à une annonce sur internet cherchant de jeunes chanteuses. En 2002, elle part alors pour Paris  et passe le casting qu'elle réussit. L'un des jeunes producteurs de ce concours se nomme Christophe Casanave, producteur qui deviendra par la suite son coauteur et compositeur, déjà connu pour son travail avec Steeve Estatof et Marc Lavoine. Avec deux autres filles, Aurélia Bindewald et Veronina Raëllison ainsi que le seul garçon et leader du groupe Philippe Viala (alias Esteban), ils furent choisis pour interpréter Tourne-toi, une chanson écrite bien avant d'avoir trouvé le style qui allait la lancer. Le nom du groupe, Benoît, était donné d'après le nom du personnage principal de la chanson. Le titre finit par être diffusée dans diverses radios. Un clip a d'ailleurs été tourné dans une discothèque à Sainte-Savine, près de Troyes. La chanson a reçu un bon accueil malgré les paroles pour le moins osées et a tourné de plus en plus en discothèque. Elle est sortie en avril 2002 dans le Top 50 en se classant directement à la 16e place. Benoît a aussi participé au Hit machine le 23 avril 2002, puis quelques semaines plus tard au NRJ Music Party de Nice à la salle Nikaia où ils ont interprété leur tube. Puis il participe durant l'été à la tournée Nrj Party Tour. Après ce succès inattendu, le groupe eu l'idée de créer une nouvelle chanson, dont les paroles sont signées Najoua et Christophe Casanave, Comme Casanova. Ce sera le dernier single interprété par le groupe puisqu'il ne rencontrera pas le succès escompté.
Cette expérience au sein de ce groupe l'a motivée puisqu'elle et son complice Christophe Casanave travaillèrent toujours ensemble depuis. Elle réalisera après un clip de sa première maquette Née de l'amour et de la haine, qui figurera plus tard dans son second album. Ensuite, elle travaillera avec Christophe sur la chanson Stella qu’ils ont écrite pour Steeve Estatof, et que Najoua a repris sur son premier album.

### Entre deux mondes… En équilibre(2006)

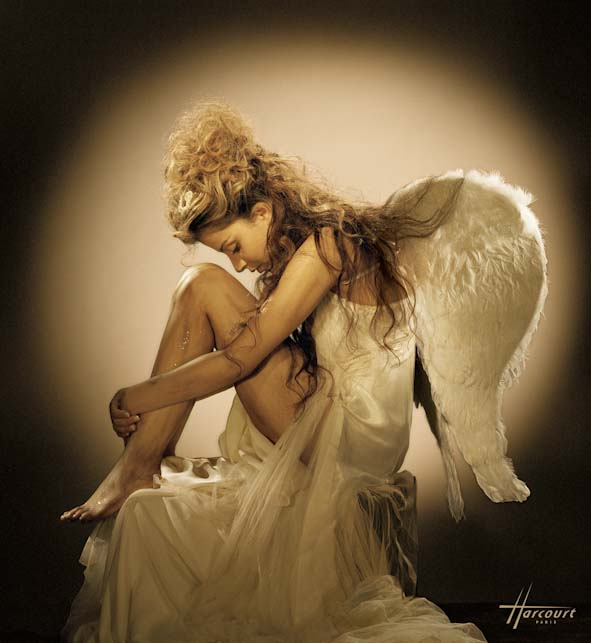
Najoua Belyzel photographiée par Pierre-Anthony Allard pour la pochette de son single Gabriel.

De cette rencontre naît le premier single de Najoua, Gabriel, qui sort en novembre 2005. Cette chanson a plusieurs sens d'après la chanteuse : Najoua a écrit ce titre parlant de passion et d'un amour sans retour où la femme est confrontée à l'amour pour Dieu de l'homme qu'elle aime, quête désespérée, à la recherche de l'Autre. Contrairement à ce que certains avaient pensé en entendant les paroles, cette chanson n'a pas du tout été pensée sur le thème de la bisexualité au moment de l'écriture, comme elle le fait remarquer dans ses entretiens. Cependant, elle estime que chacun peut interpréter la chanson de sa propre façon
À la suite du succès de ce titre pop-electro empreint de mysticisme, elle sort son premier album Entre deux mondes... En équilibre le 29 mai 2006 sous le label Scorpio Music et distribué par Sony BMG. Elle y aborde plusieurs thèmes comme la foi dans Je ferme les yeux, son second single, la schizophrénie dans Comme Toi, le troisième single, la pédophilie dans Docteur Gel, la guerre d'Irak sur le titre Rentrez aux USA et son désarroi à son arrivée dans la capitale sur Bons Baisers de Paris. L'album est plutôt electro-pop et comporte quelques ballades comme Des maux mal soignés, un titre assez sombre, ou moins mélancolique comme L'Écho du Bonheur.
Les critiques voyaient en elle une nouvelle icône gay (en raison des paroles du titre Gabriel) et comparent son univers à celui de Mylène Farmer. Le clip de Gabriel a d'ailleurs été tourné au même endroit que celui de Mylène Farmer pour Je te rends ton amour, ce qui enclencha de nombreuses comparaisons dans la presse. Najoua a cependant affirmé dans plusieurs entretiens qu'il s'agissait d'une coïncidence.
Les titres suivants extraits de l'album, Je ferme les yeux en juin 2006 et Comme toi en septembre 2006, connaissent également un certain succès. Dans le clip du second single, on voit Najoua dans un labyrinthe. Cette chanson est, d'après la chanteuse, une « prière égoïste, un retranchement sur soi, par rapport aux faits qu'on n'est pas heureux sur terre et qu'on demande à Dieu de nous aider ». Le clip de Comme Toi met en scène deux Najoua, une blonde et une brune emprisonnée. La chanson traite de la dualité, voire de la schizophrénie.
Grâce au succès de son premier album, Najoua Belyzel sera nommée au NRJ Music Awards en 2007, dans la catégorie Révélation Francophone de l'année. Le 4 juillet 2007, elle donne un showcase à la Scène Bastille, chantant les titres de l'album, mais aussi deux reprises : One of Us de Joan Osborne et Zombie des Cranberries.

### Au féminin(2009)
En septembre 2007, Najoua Belyzel sort le premier single d'un album à venir, Quand Revient l'Été. Il obtiendra la 10e place du Top 50. Un nouvel album, Moderato Cantabile, devait suivre et était censé contenir deux disques (dont un titre en arabe littéraire), mais le projet fut annulé. À l'été 2008, elle reprend le single de Marie Laforêt, Viens, Viens.
En mars 2009, l'artiste revient sur les ondes avec le single La bienvenue. Dans le clip, sorti sur internet en janvier 2009, on voit Najoua qui endosse le rôle d'un mannequin qui prend vie mais qui découvre la cruauté du monde des humains et préfère finalement retourner à l'état de mannequin. On y retrouve aussi le personnage de Gabriel, dont les ailes ont été arrachées. Le clip a été diffusé à partir du 5 février sur les chaînes musicales, et le single ne fut disponible en téléchargement légal qu'à partir du 13 février 2009. Le single se classe en 2e place des ventes numériques (semaine 2) et intègre la 9e place du Top des ventes physiques. L'artiste obtient donc son troisième single à se placer dans le Top 10 après Gabriel (2005) et Quand revient l'été (2007).
L'album Au féminin sort huit mois plus tard dans les bacs, le 30 novembre 2009 en deux éditions (une simple de 16 titres et une limitée de 19 titres). C'est donc après 3 ans de report incessant que le deuxième album de l'artiste finit par sortir. Le retard de la sortie de l'album est dû à un bug informatique qui a obligé l'artiste à réorchestrer cinq titres qui avaient perdu leurs instrumentales. À la suite de la sortie de l'album sortent d'autres singles : M (Hey Hey Hey) (décembre 2009 et 20e place du Top 50 des ventes physiques) et Ma Sainte Nitouche (février 2010).
L'exploitation de l'album connaît en France un échec. Celui-ci parait néanmoins ensuite au Canada en mars 2010, sous le label Exact Records et en version simple (16 titres). Le single M (Hey Hey Hey) est largement diffusé sur les ondes québécoises et connaît un meilleur accueil qu'en France. Najoua souhaite alors proposer la sortie en single du titre Ma vie n'est pas la tienne afin de relancer la promotion de l'album, notamment en France, mais le projet est finalement abandonné.

### Rendez-vous... De la Lune au Soleil (2019)
En mai 2010, Najoua Belyzel se sépare de son label Scorpio Music, entraînant l'arrêt abrupt de l'exploitation de l'album Au féminin. Les 18 et 19 juin 2010, elle a assuré la première partie de Marc Lavoine au Palais des sports de Paris et y interprète un morceau nommé La Fiancée. Après avoir reçu trois propositions de maisons de disques, elle se met à travailler sur un prochain album qui d'après les médias s'appellerait S.O.S et qu'elle espérait voir publié dans l'année 2011.
En août 2012, elle fait les chœurs sur le dernier album de Marc Lavoine. Un concours a été lancé pour deviner le thème d'une chanson que Najoua a écrite et qui devrait figurer sur le troisième album : Quitter Bruxelles, le titre se révélant être un hommage au chanteur belge Jacques Brel. Le 7 mai 2013, elle dévoile sur son compte Facebook un court extrait de 39 secondes d'une nouvelle chanson intitulée Cheveux aux vents, accompagné de ce message : « Petite Grande Surprise Voici rien que pour vous un extrait d'une de mes nouvelles chansons car vous le savez bien, vous mes amis, au mois de Mai vient le moment ou je renais... Bons Baisers, à très bientôt ». Le 23 mai 2013, elle dévoile un autre extrait intitulé J'irai nu-pieds accompagné de ce message :

« Nouveau Petit Extrait
J'irai Nu-Pieds
J'ai tellement hâte de vous retrouver que voici un nouvel extrait.
Je vous remercie du fond de mon cœur pour tous vos messages et pour votre patience.
Najoua »

Le 9 juillet 2013, elle dévoile un extrait de 54 secondes de la chanson Que sont-ils devenus ? sur sa page Facebook. Le 12 août 2014, Najoua Belyzel annonce la parution du titre Rendez-Vous. Il est disponible en téléchargement gratuit sur SoundCloud depuis le 7 septembre 2014, et le clip l'accompagnant dévoilé à la même date. Le 4 décembre 2014, elle dévoile la chanson Que sont-ils devenus ? accompagnée de son clip. Ce titre aborde le thème d'enfants portés disparus et jamais retrouvés. Quelques mois plus tard est publié le single Luna. La même année, elle est marraine de la fête du far breton  célébré à Saint-Malo durant laquelle elle interprète son Single Luna.
Najoua Belyzel reviendra en avant première lors d'un concert qu'elle donnera en exclusivité le 1er novembre 2016 à la salle de spectacle Pan Piper. Le 15 juin 2018, elle annonce la sortie du single Cheveux aux vents sous le label Paradize Music. Le nouvel album Rendez-vous... De la Lune au Soleil est officiellement prévu pour le 15 mars 2019, soit dix ans après le dernier.
Après un tournage à la carrière souterraine d'Aubigny le 27 septembre 2018, elle publie le clip de Cheveux Aux Vents, réalisé par Thierry Vergnes, en exclusivité sur le site PureCharts. La chanteuse annonce le même jour la sortie du picture-disc 45T du titre, incluant également le morceau Que sont-ils devenus ? et prévu pour le 14 décembre 2018.
Le 30 janvier 2019 sort le single Tu me laisses aller, qui devance la sortie de l'album le 15 mars, suivi de Curiosa (18 octobre 2019) et Le con qui s'adore (feat. Bel) (30 octobre 2020).

### Laboratory et les sessions Unplugged (2020)
Le 9 novembre 2020, Najoua Belyzel annonce la sortie d'un album regroupant 20 maquettes enregistrées entre 2001 et 2017, intitulé Laboratory, en CD puis en vinyle mis en vente exclusivement sur sa boutique en ligne.
Dû à la pandémie de Covid-19, les concerts programmés à Paris sont reportés puis annulés. Dans l'attente de retrouver son public, elle interprète son répertoire en 3 sessions acoustiques enregistrées et filmées au Studio Plus XXX à Paris. Diffusées chacune en streaming, ces sessions sortent le 12 novembre 2021 en numérique et CD+DVD puis en triple vinyle en mars 2023.

### Éternelle: Hommage à Marie Laforêt (2021)
Après avoir repris le titre Viens, viens de Marie Laforêt sur l'album Au féminin, le 15 octobre 2021 Najoua Belyzel sort Éternelle, un album hommage reprenant 10 titres emblématiques de la chanteuse et actrice disparue 2 années plus tôt. Ce projet est porté par les titres Mon Amour, Mon Ami et Ivan, Boris et Moi.

### Schizophonia (2024)
Le 22 novembre 2022, Najoua Belyzel annonce son cinquième album (ou quatrième album original)  Schizophonia pour l'année suivante en proposant la précommande des supports physiques en avant-première jusqu'au 31 décembre 2022 avec de nombreux avantages exclusifs envoyés sous forme de mails personnalisés jusqu'à sa sortie.
Le 27 mai 2023, la chanteuse dévoile la date de sortie de l'album Schizophonia, à venir en Mars 2024. L'annonce est accompagnée par l'extrait d'une chanson inédite, Ton Guerrier Massaï, qui précédera la sortie de l'album et en sera le premier single.

## Discographie

### Albums
- 2006 : Entre deux mondes... En équilibre
- 2009 : Au féminin
- 2019 : Rendez-vous... De la Lune au Soleil
- 2020 : Laboratory — incluant 20 maquettes enregistrées entre 2001 et 2017
- 2021 : Éternelle : Hommage à Marie Laforêt
- 2021 : Unplugged - L'intégrale — incluant 37 titres en version acoustique
- 2024 : Schizophonia

### Singles
- 2005 : Gabriel
- 2006 : Je ferme les yeux
- 2006 : Comme toi
- 2007 : Quand revient l'été
- 2009 : La bienvenue
- 2009 : M (Hey Hey Hey)
- 2010 : Ma sainte-nitouche
- 2014 : Rendez-vous
- 2014 : Que sont-ils devenus ?
- 2015 : Luna
- 2018 : Cheveux aux vents
- 2019 : Tu me laisses aller
- 2019 : Curiosa
- 2020 : Le con qui s'adore (feat. Bel)
- 2021 : Mon Amour, Mon Ami
- 2022 : Ivan, Boris et Moi
- 2023 : Ton Guerrier Massaï
- 2024 : Paris Paris